# Імперія Онлайн
Імперія Онлайн - багатокористувацька гра. Вона розроблена болгарською компанією програмного забезпечення Імперія Онлайн ТОВ. Вперше гра з'явилася в мережі 23 серпня 2005. Основну частину в Імперії Онлайн займає військова стратегія, дуже типова для Середніх століть. Імперія Онлайн перекладена більш ніж на 30 мов і має більш ніж 30 мільйонів зареєстрованих користувачів. Шоста версія гри, офіційно відома як Імперія Онлайн 2, на даний момент найактуальніша, хоча все ще є активні королівства у версії 5.

## Ігровий процес
Імперія Онлайн відображає Середньовічний світ. Найактуальніша версія гри, шоста версія, під ім'ям «Великі люди». Кожен гравець починає грати як володар нерозвиненої провінції. Провінцію можна розвинути за допомогою будівництва різних економічних і військовий будівель, а також запуску досліджень в університетах. У наступному етапі розвитку можна наймати і навчати військові одиниці, якими можна атакувати інші провінції, щоб забрати ресурс, а також захищатися від ворожих атак. Після побудови Ринку в провінції, можна торгувати готівковими ресурсами з іншими гравцями. Приєднання нових територій і заснування колоній формують імперію. Між собою гравці можуть спілкуватися за допомогою персональних повідомлень в грі, а також створюючи Альянси для спільного економічного і військового розвитку.

### Перші кроки
Після успішного входу в гру кожен гравець проходить кроки Радника, який направляє гравця через основні модулі гри і дає нагороди за виконані завдання. Потім гравцеві надається можливість виконати досягнення, при успішному завершенні яких, розвивається імперія і також виходить нагорода. Кожен гравець, який не досяг 1 000 нетто очок, може скористатися Захистом новачка, який захистить його від ворожих нападів.

### Ресурси
Ресурси потрібні для розвитку провінцій і для навчання військових одиниць. Дерево, залізо і камінь видобуваються в спеціальних будівлях: Лісопильня, Залізна шахта і Кам'яний кар'єр. Піднімаючи рівень цих будівель, збільшується кількість робочих місць, отже підвищується виробництво ресурсів. Золото - це четвертий ресурс. Воно потрібне для запуску досліджень, навчання військових одиниць та будівництва будівель. Золото є універсальною валютою для торгівлі ресурсами. Золото накопичується за допомогою податків, продажем ресурсів на ринку, вкладів у банк, після успішної облоги фортеці, а також у вигляді нагороди з бонус скринь. Існують більше 50 Спеціальних ресурсів, які розкидані по всій глобальній карті. Ці спеціальні ресурси дають різні бонуси до виробництва сировини, до характеристик військових одиниць, до накопичення досвіду Великих людей та інші.

### Завдання
У столиці є 29 будівель. Їх можна побудувати і поліпшити в ратуші. Будівлі в ратуші розділені на дві вкладки: економічні та військові будівлі. Кожна будівля має свою функцію. Два університети, наприклад, забезпечують розвиток військових та економічних досліджень.

### Провінції
На самому початку кожна провінція має вигляд маленького села, яким гравець управляє. Будівництво будинків, запуск досліджень, формування армії розвиває і сприяє розростанню провінції на глобальній карті. Пізніше гравець приєднує нові території, які набувають статусу провінцій. Вони розвиваються також як і столиця - будуються будівлі, йде поліпшення досліджень, зростає чисельність населення. У порівнянні зі столицею, в інших провінціях є недоліки: в них неможливо побудувати університети, палац, штаби, банк, чудеса і т.д. Інший спосіб розширити імперію - це формування колоній.

### Альянси
Це групи гравців, які діляться своїми стратегіями. Союзники вносять ресурси в казну і використовують їх для союзних будівель і досліджень, для оголошення війни і для впливу. Вони можуть відправляти золото один одному. Є окремий рейтинг для спілок, де йде конкуренція на базі загальній сумі очок союзників.

### Битви
Військова модель в Імперії Онлайн досить складна і детальна, не дивлячись на те, що вона заснована на декількох типах бойових одиниць. Це мечники, пікінери, лучники, кавалерія і облогові знаряддя. Військова модель вимагає стратегічне і тактичне мислення, оскільки існують декілька бойових формацій, які визначають кінцевий результат битви. Є три типи атаки: польова битва, облога фортеці і грабіж. При польовій битві армія відправляється тільки для битви на полі бою противника без облоги фортеці або грабежу (мародерства). Атакуючий виграє тільки очки честі та військові очки за вбитих солдатів, але тільки в тому випадку, якщо втратить не менше 10% своєї армії. Успішна облога приносить ресурси. Грабіж завдає шкоди цивільному населенню. За кожну вбиту людину атакуючий отримує золото. Але втрачає очки честі, бо вважається злочином проти людства. Шпигунство є дуже важливою частиною військової моделі, тому що він дає гравцеві інформацію про ворожу імперію, яка може визначити результат битви.

### Великі люди
Великі люди - це візитна картка Версії 6 (Імперія Онлайн 2). У їх особі показана концепція дворян - Імператор і його двір, які можуть накопичувати досвід. Не потребуючи призначення, Імператор є губернатором столиці. У нього є вміння, які допомагають збільшити виробництво ресурсів і чисельність армії. А як генерал, він набуває вміння, які покращують його бойові здібності. Кожна Велика людина народжується з певними талантами. Тому потрібно уважно підбирати спадкоємців.

### Правителі
Союзне змагання між різними альянсами в одному королівстві. Переможцем вважається Альянс, який зуміє завоювати 60% від території усієї Глобальної карти і утримати це досягнення на певний час (в залежності від швидкості королівства). Від швидкості залежить і запуск самого змагання. Ера закінчується, коли один з союзів стає переможцем.

## Історія
- Ідея гри належить Доброславу Димитрову, який несе відповідальність за ігровий дизайн, і Моні Дочеву, який відповідає за програмний код проекту.
- Вперше гра з'явилася в мережі 23 серпня 2005.
- У 2006 році Версія 2 та Версія 3 запущені одночасно. Вони йдуть паралельно з Версією 1, пропонуючи альтернативний геймплей, щоб задовольнити різні смаки гравців. Тоді гра була переведена на 12 мов завдяки фанатам і ком'юніті-менеджерам. У тому ж році був проведений перший турнір в Імперії Онлайн - «Вторгнення кочівників».
- У 2008 запущена Версія 4, яка пізніше стане прототипом Версії 5. У цієї версії більш складний і багатий геймлей, а надалі в ній зроблені поліпшення, в результаті чого з'явилася версія 4А. У тому ж році пройшлов перший для версії 4 турнір «Вторгнення кочівників».
- У 2010 році вийшла Версія 5: «Ера завоювань». У цій версії введені нові візуальні ефекти і модулі, а також додали ще одну расу - кочівників. До цього була тільки імперська раса.
- У 2011 році у версії 5 пройшов турнір «Вторгнення кочівників». Потім був організований перший Чемпіонат світу в Імперії Онлайн.
- У 2012 році відкриті Тактичне королівство і Мега Бліц. Цього року Імперія Онлайн запущена на iOS платформі. Проводиться Чемпіонат світу.
- У 2013 році гра інтегрована в соціальній мережі Одноклассники. Проводиться останнє видання Чемпіонату світу. Версія 5 запущена для Android пристроїв.
- У цьому ж році вийшла, найактуальніша на даний момент, версія 6 - «Великі люди». У ній представлена повністю нова графіка, багатша механіка, нові модулі. Найцікавіший з них - це Великі люди.
- У 2014 році Версія 6 інтегрована для iOS і Android пристроїв, а також у соціальній мережі Facebook.
- В даний момент Імперія Онлайн доступна на 30 мовах.

## Турніри
В Імперії Онлайн проводилися наступні турніри: Вторгнення кочівників, Ліга чемпіонів, Чемпіонат світу.
- Переможці в Чемпіонаті світу у 2011 і 2012 році - Збірна Болгарії.
- Переможці в Чемпіонаті світу у 2013 році - Збірна Хорватії.
- Переможці в Чемпіонаті світу у 2014 році - Збірна Бразилії.